# سرگئی مانوکیان
سرگئی مانوکیان (ارمنی: Սերգեյ Մանուկյան؛ زادهٔ ۱۵ مارس ۱۹۵۵) آهنگساز اهل ارمنستان است.